# Кирјат Шмона
Кирјат Шмона (хебр. קִרְיַת שְׁמוֹנָה; у буквалном преводу „град осморице”) је град у Северном округу државе Израел, на западу долине Хула, недалеко од либанске границе. Кирјат Шмона је названа „град осморице” у част осам особа, које су погинуле 1920. бранећи јеврејско насеље Тел Хај, укључујући Јосифа Трумпелдора.
Град је 2018. имао 22.625 становника, од којих су већина Јевреји, углавном пореклом из Марока. Смештен у близини израелско-либанске границе, Кирјат Шмона је најсевернији град у Израелу.

## Историја

### Оснивање (1949)
Град Кириат Шмона основан је 1949. на месту бившег арапског села Ал−Халиса, чији су становници побегли након што је Хагана током Арапско-израелског рата (1948) заузела Сафед, а покушај сељана да постигну договор са јеврејским властима је пропао. Буквално назван „Град осморице“, Кирјат Шмона је добила име по осам јеврејских бораца погинулих 1920, којима је командовао Јосиф Трумпелдор, током Француско-сиријског рата недалеко од новооснованог града. Првобитно је назван „Кирјат Јосиф” по Трумпелдору пре него што је преименован у Кирјат Шмона у јуну 1950.
Првобитно су празне куће Ал−Халисе коришћене као транзитни логор за јеврејске имигранте и избеглице који су се углавном бавили пољопривредом. Звали су га Кирјат Јосиф по Јосифу Трумпелдору. Првих становника било је четрнаест, то су били јеменски Јевреји који су дошли 18. јула 1949. а месец дана касније стигла је још једна група јеменских Јевреја. До јула 1951. године, становништво је нарасло на готово 4.000. Односи са оближњим кибуцом су често били напети.
Кирјат Шмона 1953. постаје „град у изградњи” (енгл. „development town”). У првих неколико година, раст града био је условљен доласком имиграната из Јемена и Румуније, али касније су стигли таласи имиграната из северне Африке, нарочито из Марока. Град је изграђен без главног плана, већ четврт по четврт како су стизали нови таласи имиграната.

### Друга половина 20. века до данас
Локација Кирјат Шмоне близу Либана чини је лаком метом за прекограничне ракетне нападе.
11. априла 1974. Главна команда Народног фронта за ослобођење Палестине послала је три своја члана преко границе из Либана у Кирјат Шмону. Убили су осамнаест становника стамбене зграде, укључујући и много деце, пре него што су убијени у размени ватре у стамбеном комплексу, овај покољ је постао познат као Масакр у Кирјат Шмони.
Град је након овог масакра и даље био мета напада, укључујући  ракетне нападе Каћушама, које је ПЛО организовала јула 1981, до ракетних напада ПЛО-а Каћушама је поново дошло у марту 1986. године, када је убијен наставник и повређено четворо ученика и једна одрасла особа, затим је Хезболах током 1996. године извршио нови ракетни напади Каћушама (Операција Грожђе гнева).
Грађани Кирјат Шмоне готово свакодневно су били изложени нападима од средине 1970-их до 2000. године, када су Либан напустиле Израелске одбрамбене снаге (израелска војска).
Упркос нападима из Либана, град је непрестано растао и 1972. године имао је 11.800 становника, а 1983. тај број је порастао до 15.100.
Између 2000. и 2006, мештани су уживали у релативном миру, али су могли чути гласне експлозије сваких неколико недеља због тога што је противваздухопловна одбрана Хезболаха пуцала на израелске авионе који су летели преко израелско-либанске границе.
За време Либанског рата (2006), град је поново био мета ракетних напада Хезболаха Каћушама. Већина становника града напустила је то подручје током рата, а 5.000 оних који су остали боравили су у склоништима, чиме је град претворен у град духова. Током рата, Кирјат Шмону је погодило укупно 1.012 ракета Каћуша.

## Географија
Кирјат Шмона се налази на „Прсту Галилеје” на западу долине Хула, око 5 km јужно и 2 km источно од израелско–либанске границе. Налази се на надморској висини од око 150 m.

## Земљотреси
Кирјат Шмона је смештена изнад Рифта Мртвог мора (расед), један је од градова Израела који су највише изложени земљотресу, заједно са Сафедом, Тиберијадом, Бет Шеаном и Ејлатом.

## Демографија
Према Државном заводу за статистику Израела (ДЗС), 2001. године етнички састав града био је следећи 97,9% Јевреји, већи део остатка чинило је нејеврејско и неарапско становништво, док су Арапи чинили незнатан део становништва. Број имиграната у граду 2001. био је 121. Јеврејско становништво града је у највећој мери Сефардског и Оријенталног (из муслиманских земаља Југозападне Азије и северне Африке) порекла, многи од њих су индустријски радници запослени у локалној малој индустрији и у суседним кибуцима.
Према подацима Државног завода за статистику, 2001. године у Кирјат Шмони је живело око 10.800 мушкараца и 10.700 жена.
Старосна структура је била следећа:
| Проценат (%)                               | 33,5 | 19,8 | 19,3 | 15,3 | 3,5 | 8,5 |
| Извор: Државни завод за статистику Израела |      |      |      |      |     |     |

## Економија

### Приходи
Према подацима Државног завода за статистику, од 2000, у граду је живело 8.303 запослених радника и 467 самозапослених. Просечна месечна плата у 2000. години запосленог радника у граду износила је 4.306 шекела, што је био реални раст од 4,6% у 2000. Запослени мушкарци су имали просечну месечну плату од 5.443 шекела (стварни раст од 7,1%) у односу на 3.065 шекела колико су примале жене (стварни раст од –2.2%). Просечни приход самозапослених је био 6.769 шекела. Накнаду за незапослене је примало 564 особа и 1.655 људи који су примали загарантоване приходе.

### Индустрија
Становништво Кирјат Шмоне укључено је у разноврсне економске активности. Градска економија заснива се на лакој индустрији и услугама, што подразумева производњу производа и пружање услуга намењених крајњим потрошачима, а то су комуникације, информационе технологије и електронска индустрија; али развијена је и пољопривреда на околном пољопривредном земљишту и туризам.

### Туризам
Град има жичару која га повезује са кибуцом Манаром који се налази у планинама изнад града.
У стамбеном дијелу постоји урбани природни простор под именом Парк ХаЗахав. Захав на хебрејском значи „злато”; парк је добио име по потоку који тече кроз њега - поток Еин Захав - чији је извор Еин Захав („златни извор”). Парк ХаЗахав простире се на 11 хектара усред града. У њему се налази много различитих природних ресурса. Поред подручја које је доступно свима и намењено за игру и провођење слободног времена, парк садржи богато, заштићено, природно подручје у коме се налазе потоци Еин Захав и ХаТаханот (Таханот се односи на две воденице (тахана = млин) које су биле активне дуж овог потока у прошлости), који теку средином парка. Ови потоци су створили различита водена станишта, укључујући плићаке, брзаке, дубље делове потока и базене у којима расте разнолика приобална вегетација која се временом развила у приобалну шуму. Ово је реткост у Израелу. У парку се налази стаза која пролази кроз шуму и уз поток. У парку се локални волонтери организују различите акције сађења биља, постоји простор за излет и игралиште. Сановници града парк користе у образовне сврхе.

## Образовање
Према подацима Државног завода за статистику, у граду постоји 12 школа и 4.339 ученика, распоређених у 9 основних школа, које похађа 2.355 ученика, остали ученици су средњошколци и има их 1.984.
Тел-Хај Акдемик Колеџ (енгл. Tel-Hai Academic College) је факултет који се налази северно од Кирјат Шмоне, у близини Кибуца Кфар Гилади. Колеџ пружа академско и континуирано образовање за приближно 4.500 студената, од којих 70 процената долази изван Галилеје. Мањине чине око 10 процената студената.

## Спорт
Кирјат Шмона је најмањи град у Израелу који има фудбалски клуб у Премијер лиги (првој лиги), то је Хапоел Ирони Кирјат Шмона. Формиран је спајањем клубова Хапоел Кирјат Шмона и Макаби Кирјат Шмона 2000. године, клуб је први пут ушао у прву лигу на крају фудбалске сезоне 2006−2007, и освојио првенство израелске премијер лиге у сезони 2011−2012.
Тенис је још један спорт који је део спортске сцене Кирјат Шмоне. Град је домаћин једном од 14 Израелских тениских центара (ИТЦ). Ови центри широм Израела подучавају децу животним вештинама посредством тениса. Центри се примарно финансирају донацијама. Израелски дечији центри у Сједињеним Америчким Државама и Канади су у највећој мери заслужни за финансирање израелских тениских центара, који настоје да никада не одбију дете због финансијских разлога.

## Познате личности
- Владислав Биканов (рођен 1989), клизач у брзом клизању учествовао на олимпијским играма
- Зефанија Дрори или Софоније Дрори (рођен 1937), главни рабин Кирјат Шмоне
- Дуди Села (рођен 1985), тенисер
- Артем Цоглин (рођен 1997), клизач у уметничком клизању у пару
- Еден Бен Закен, певачица
- Роналд Зилберберг (рођен 1996), клизач у уметничком клизању учествовао на олимпијским играма

## Збратимљени градови
Градови збратимљени с Кирјат Шмоном су:
- Канадски град Хампстед (од 1978)
- Француски град Нанси, (од 1984)
- Немачки град Меминген (од 2009)
- Израелски град Ришон Лецион (од 2006)